# Milan Baroš
Milan Baroš, född 28 oktober 1981 i Vigantice, Tjeckien, är en tjeckisk före detta fotbollsspelare (anfallare).
Baroš vann skytteligan i Süper Lig 2008/2009 och blev dessutom skyttekung under EM 2004, som arrangerades av Portugal, med fem gjorda mål. Han var en stor bidragande orsak till att Tjeckien lyckades nå semifinal i turneringen.

## Klubbkarriär

### Baník Ostrava
Milan Baroš gjorde debut för Baník Ostrava som 17-åring 1998. År 2000 blev han utsedd till "Årets talang" i Tjeckien.

### Liverpool
Baroš kom till Liverpool 2002 och gjorde debut mot FC Barcelona på Camp Nou i Champions League, vilket var hans enda match under säsongen. Året efter så gjorde han två mål i sin Premier League-debut borta mot Bolton Wanderers. Baroš gjorde 12 mål totalt det året. Säsongen 2004/2005 blev Milan Baroš Liverpools bästa målskytt med 13 mål i ligan. I Champions League (som Liverpool vann) spelade han alla matcher som ensam anfallare. Det rapporterades även om att Baroš ska ha tappat trofén under firandet på Liverpools hotell i Turkiet.

### Aston Villa
I augusti 2005 såldes Baroš till Aston Villa för £6.5 miljoner. I debuten mot Blackburn Rovers gjorde Baroš det matchvinnande målet redan efter 10 minuter. Han avslutade säsongen med 8 mål på 25 matcher. 2006/2007 blev ett jobbigt år för Baroš då han började säsongen som förstaval tillsammans med Juan Pablo Ángel, men skadade sig tidigt och tappade sin plats till Luke Moore samt Gabriel Agbonlahor. Efter att ha misslyckats med att ta tillbaka sin plats i startelvan så såldes Milan Baroš under januari till Lyon i en bytesaffär med John Carew. Baroš avslutade sin Aston Villa karriär med bara 14 mål på 51 matcher.

### Lyon
23 januari 2007 blev Milan Baroš klar för Lyon och gjorde sin debut redan tre dagar senare mot Bordeaux. Under en match mot Rennes 18 april 2007 blev Milan Baroš anklagad för en racistattack mot Stéphane Mbia. Mbia hade gått hårt åt Baroš flera gånger, varpå Baroš svarade med att hålla för näsan och vifta med handen, som om han ville få bort en illaluktande lukt. I efterspelet så menade Milan Baroš att det inte alls var något racistiskt utan att han bara ville få bort Mbia och få lite andrum. 4 maj blev Baroš och Mbia kallade till disciplin nämnden där juryn friade Baroš för dem racistiska anklagelserna men stängde trots det av honom i tre matcher för osportsligt uppträdande.

### Galatasaray
I augusti 2008 flyttade Milan Baroš till turkiska Galatasaray SK där han återförenades med förra Liverpool spelaren Harry Kewell. 21 december 2008 gjorde Baroš hattrick i derbymatchen mot Beşiktaş i en match som Galatasaray vann med 4-2. Första året i Turkiet blev en succé då Baroš vann skytteligan på 20 mål. 
Säsongen 2009/2010 började bra för Baroš då han gjorde fyra mål innan han bröt foten i derbyt mot Fenerbahçe efter en tackling av Emre Belözoğlu redan i den första minuten. Efter drygt 5 månader gjorde Baroš comeback och då gjorde han fem mål på sina tre första matcher.
7 augusti 2010 skrev Milan Baroš på ett nytt kontrakt som gällde över säsongen 2012/2013. Under året handlade det annars mest om rehabilitering för Baroš som till slut bara spelade 17 matcher men lyckades ändå göra 9 mål.

## Landslaget
Under EM 2004 så gjorde Baroš ett mål i alla tre gruppspelsmatcherna. Han gjorde även två mål mot Danmark i kvartsfinalen vilket gjorde att han vann skytteligan med totalt 5 mål.
9 september 2009 lyckades Milan Baroš göra fyra mål i 7-0 vinsten mot San Marino. Han blev uttagen till EM 2012 vilket blev hans sista framträdande i landslaget.

## Meriter

### Klubblag
Liverpool
- Ligacupen: 2003
- Champions League: 2005

Lyon
- Ligue 1: 2007
- Franska Supercupen: 2007

Portsmouth
- FA-cupen: 2008

Galatasaray
- Süper Lig: 2012
- Turkiska Supercupen: 2012

### Landslag
Tjeckien
- Guld U21-EM: 2002

### Individuellt
- Bästa målskytt i EM 2004
- Bästa målskytt i Süper Lig: 2009